# 女くどき飯
『女くどき飯』（おんなくどきめし）は、2014年5月8日から峰なゆかがぐるなびのグルメ情報コンテンツ「みんなのごはん」に連載しているエッセイ漫画作品。
連載内容は読者である一般男性応募者とのデート企画で、峰が彼らと食事をする過程と、その男性の口説きかたに関する感想を綴るというものである。本項はテレビドラマ版についても記述する。

## テレビドラマ
毎日放送（MBS）制作、TBS系で2015年1月から3月まで放送されていた日本のテレビドラマ。主演は貫地谷しほりで、彼女が扮するアラサーで「彼氏いない歴5年」のライターが、連載企画で初対面の男性たちと外食デートをするという内容のフィクション作品となっている。
2016年1月から3月まで、『女くどき飯 Season2』が同じ曜日と時間帯で放送されていた。
なお本項目では日時表記を日本標準時で記載し、提出された出典内容や公式サイトで表示されている内容とは異なる。

### キャスト

#### 主人公
神林 恵〈29〉
伏見に依頼されて、毎回別々の男性1人と食事デートする形をとる企画取材をして、それをもとにしたエッセーを連載する。
会場となる料理店は、大抵男性ゲストの行きつけかリクエストによる店舗である。
企画の趣旨から彼女は毎回口説かれるが、ゲストとは異性関係になる進展が皆無である（彼女自身が失恋するオチになってしまう）。
演 - 貫地谷しほり

#### 編集者
伏見 裕子
恵に前述の企画エッセーを依頼、命じる人で、「エッセーがヒットしたら本にする」と云って恵に取材、執筆させるが、「season2」の終盤まで書籍化が実現された試しがない。毎回、「喰われちゃ（関係成立しては）だめ！」と恵に云うのが決め言葉になっているが、連載最終回に限り「喰われても（関係成立しても）良い。」という。恵は伏見の思惑と関係無く、関係成立を毎回たくらむが失敗している。
演 - 安藤玉恵

#### ゲスト

##### Season 1
第1話
- 藤崎 修司 - 福士誠治

第2話　
- 須藤 豪太 - 加治将樹

第3話　
- 多野坂 悠 - 碓井将大

第4話
- 桜田 幸之助 - 伊嵜充則

第5話
- 細貝 崇彦 - 升毅

第6話
- 甲斐 壮馬 - 桐山漣

第7話
- イ・ジュンソ - グァンス（超新星）

第8話　
- 大浦 智也 - 大東駿介

##### Season 2
第1話
- 笠間 寛貴 - 戸次重幸

第2話
- 小笠原 大和 - 山田裕貴

第3話
- 畔上 俊 - 竜星涼

第4話
- 広澤 伸介 - 井上順

第5話
- 前田 修吾 - 若葉竜也

第6話
- 勅使河原 雅貴 - 菅原永二

第7話
- 瀬田 秀行 - 浦井健治

最終話
- 福永 マヒロ - 岡田義徳

### スタッフ
- 原作 - 峰なゆか[11]『女くどき飯』（ぐるなび「みんなのごはん」連載中）
- 脚本 - 北川亜矢子
- 音楽 - SWITCH
- 監督 - 宝来忠昭、深迫康之
- 主題歌
  - Season 1 - [Alexandros]「Dracula La」（ユニバーサルJ / RX-RECORDS）[12][13]
  - Season 2 - [Alexandros]「I want u to love me」（ユニバーサルJ / RX-RECORDS）
- エンディングテーマ
  - Season 1 - Suzu「虹色color」（ユニバーサルJ）[14]
  - Season 2 - Softly「キミがいい」（ユニバーサルJ）
- 助監督 - 小原直樹
- タイトル・CG - 本田貴雄
- 特別協力 - ぐるなび[15]
- プロデュース - 森谷雄
- チーフプロデューサー - 丸山博雄、坂東泉
- プロデューサー - 深迫康之、森本友里恵
- ラインプロデューサー - 植野亮
- アシスタントプロデューサー - 中島貴史
- 企画・製作プロダクション - アットムービー
- 制作協力 - STUDIO VIEW
- 製作 - ドラマ「女くどき飯」製作委員会、MBS

### 放送日程
| シーズン | 各話   | 放送日（MBS） | 放送日（TBS） | サブタイトル                                                        | 今回のお店                | 本日の口説き文句                                         | 監督     |
| -------- | ------ | ------------- | ------------- | ------------------------------------------------------------------- | ------------------------- | -------------------------------------------------------- | -------- |
| Season 1 | 第1話  | 1月26日       | 1月28日       | ハイスペック・リーマンと 銀座でドライエイジングビーフ               | LOVER                     | 俺が守ってやんなきゃって思う                             | 宝来忠昭 |
| Season 1 | 第2話  | 2月02日       | 2月04日       | 熱過ぎる起業家の卵（?）と 恵比寿でヒマラヤ鍋                        | クンビラ                  | 優しくさせてください                                     | 深迫康之 |
| Season 1 | 第3話  | 2月09日       | 2月11日       | 二十歳のリア充イケメン大学生と 中目黒で燻製バレンタイン・ディナー   | nakameguro 燻製 apartment | 俺のカッコ悪いとこ、 沢山見てくれますか？                | 宝来忠昭 |
| Season 1 | 第4話  | 2月16日       | 2月18日       | こじらせエリート歯科医と 六本木で寿司割烹                           | 旬菜鮨割烹 菘             | あなたの事、 ちゃんと口説きたかったな                    | 宝来忠昭 |
| Season 1 | 第5話  | 2月23日       | 2月25日       | バブルおじさんと 麻布十番でネオ中華                                 | Shi‐Fan                   | 俺の最後の女になる？                                     | 深迫康之 |
| Season 1 | 第6話  | 3月02日       | 3月05日       | 地獄沼系おしゃクソイケメンと 渋谷でオイスターバー                   | パッチョ オイスターバー   | お酒のせいにして、 一緒に恋愛始めようか？                | 深迫康之 |
| Season 1 | 第7話  | 3月09日       | 3月12日       | カタコト萌えイケメン韓国人留学生と 八重洲で高級焼肉＆絶品スイーツ   | CHARCOAL                  | これからしばらく、 あなたの事ばかり考えちゃうんだろうな… | 宝来忠昭 |
| Season 1 | 第8話  | 3月16日       | 3月19日       | イケメン恋愛スクール講師と 浅草で江戸ねぎま鍋                       | 浅草一文 別館             | また、俺に会うてくれますか？                             | 宝来忠昭 |
| Season 2 | 第1話  | 1月18日       | 1月20日       | 美魔男弁護士と 銀座で有機野菜とエステティック・ディナー             | Ginsai                    | 僕で、手を打ちませんか？                                 | 宝来忠昭 |
| Season 2 | 第2話  | 1月25日       | 1月27日       | 爽やか系細マッチョ配達員と 自由が丘で薬膳火鍋                       | 爆香房                    | 僕が、いつでも 抱きしめに行きます                        | 深迫康之 |
| Season 2 | 第3話  | 2月01日       | 2月03日       | マイルド系イケメン美容師と 赤坂で高級鉄板焼き                       | 円居-MADOy- 赤坂店        | この指、予約しても いいですか？                          | 宝来忠昭 |
| Season 2 | 第4話  | 2月08日       | 2月10日       | 男やもめの定年男子と 浅草雷門で鹿肉しゃぶしゃぶ                     | 若鹿                      | 五十年後のキミも、 変わらず愛してくれる男を選びなさい    | 宝来忠昭 |
| Season 2 | 第5話  | 2月15日       | 2月17日       | ダメンズ系イケメンバンド男子と 阿佐ヶ谷で本格タイ料理               | ダオタイ                  | 今度、泊まりに行っても いいですか？                      | 宝来忠昭 |
| Season 2 | 第6話  | 2月22日       | 2月24日       | ザッツ・ジャパニーズ・ビジネスマン！ゼネコン男子と 向島ですっぽん鍋 | 平岡                      | あなたは僕にとって 必要な人なのかもしれない              | 深迫康之 |
| Season 2 | 第7話  | 2月29日       | 3月02日       | テンション高い系小学校教諭と 恵比寿でメキシカン＆スイーツ           | ZONA ROSA                 | 俺がぜってー、 アンタのナンバー１になる                  | 深迫康之 |
| Season 2 | 最終話 | 3月07日       | 3月09日       | 白馬の王子様系男子!?と 西麻布で創作和食フレンチ                     | salle de Makino           | あなたのせいで、 また恋愛したくなった                    | 宝来忠昭 |

### ネット局

#### Season 1（ネット局）
| 放送対象地域   | 放送局                    | 系列    | 放送期間                      | 放送日時 | 備考                                            |
| -------------- | ------------------------- | ------- | ----------------------------- | --- | ----------------------------------------------- |
| 近畿広域圏     | 毎日放送（MBS）           | TBS系列 | 2015年1月26日 - 3月16日       | 月曜 0:50 - 1:20（日曜深夜） | 制作局                                          |
| 富山県         | チューリップテレビ（TUT） | TBS系列 | 2015年1月26日 - 3月16日       | 月曜 0:50 - 1:20（日曜深夜） | 同時ネット                                      |
| 関東広域圏     | TBSテレビ（TBS）          | TBS系列 | 2015年1月28日 - 3月18日       | 水曜 1:11 - 1:41（火曜深夜） |                                                 |
| 岡山県・香川県 | 山陽放送（RSK）           | TBS系列 | 2015年2月3日 - 3月24日        | 火曜 1:08 - 1:38（月曜深夜） |                                                 |
| 鳥取県・島根県 | 山陰放送（BSS）           | TBS系列 | 2015年2月7日 - 3月28日        | 土曜 1:25 - 1:55（金曜深夜） |                                                 |
| 山梨県         | テレビ山梨（UTY）         | TBS系列 | 2015年2月7日 - 4月4日         | 土曜 1:55 - 2:25（金曜深夜） |                                                 |
| 岩手県         | IBC岩手放送（IBC）        | TBS系列 | 2015年2月24日 - 4月14日       | 火曜 0:41 - 1:11（月曜深夜） |                                                 |
| 愛媛県         | あいテレビ（ITV）         | TBS系列 | 2015年3月6日 - 4月24日        | 金曜 1:04 - 1:34（木曜深夜） |                                                 |
| 宮城県         | 東北放送（TBC）           | TBS系列 | 2015年3月18日 - 5月6日        | 水曜 1:13 - 1:43（火曜深夜） |                                                 |
| 山形県         | テレビユー山形（TUY）     | TBS系列 | 2015年3月20日 - 5月8日        | 金曜 1:33 - 2:03（木曜深夜） |                                                 |
| 宮崎県         | 宮崎放送（MRT）           | TBS系列 | 2015年4月3日 - 5月22日        | 金曜 1:05 - 1:35（木曜深夜） |                                                 |
| 静岡県         | 静岡放送（SBS）           | TBS系列 | 2015年4月24日 - 6月12日       | 金曜 0:41 - 1:11（木曜深夜） |                                                 |
| 福島県         | テレビユー福島（TUF）     | TBS系列 | 2015年4月26日 - 6月14日       | 日曜 1:53 - 2:23（土曜深夜） |                                                 |
| 長崎県         | 長崎放送（NBC）           | TBS系列 | 2015年5月8日 - 6月26日        | 金曜 1:13 - 1:43（木曜深夜） |                                                 |
| 山口県         | テレビ山口（tys）         | TBS系列 | 2015年7月3日 - 8月21日        | 金曜 1:28 - 1:58（木曜深夜） |                                                 |
| 長野県         | 信越放送（SBC）           | TBS系列 | 2015年8月19日 - 10月14日      | 水曜 1:13 - 1:43（火曜深夜） |                                                 |
| 中京広域圏     | CBCテレビ（CBC）          | TBS系列 | 2015年12月31日 - 2016年1月4日 | 2015年12月31日 2:08 - 3:10（30日深夜） 2016年1月2日 1:55 - 3:35（1日深夜） 2016年1月3日 2:20 - 3:25（2日深夜） 2016年1月4日 1:20 - 1:53（3日深夜）                                                                                | 第1話・第2話 第3話 - 第5話 第6話・第7話 第8話   |
| 大分県         | 大分放送（OBS）           | TBS系列 | 2016年1月11日 - 2月29日       | 月曜 0:50 - 1:20（日曜深夜） |                                                 |
| 熊本県         | 熊本放送（RKK）           | TBS系列 | 2017年1月11日 - 3月1日        | 水曜 0:55 - 1:25（火曜深夜） |                                                 |
| 沖縄県         | 琉球放送（RBC）           | TBS系列 | 2018年4月19日 - 5月1日        | 4月19日 1:59 - （18日深夜） 4月20日 1:59 - （19日深夜） 4月21日 1:55 - （20日深夜） 4月24日 1:44 - （23日深夜） 4月26日 2:14 - （25日深夜） 4月27日 1:59 - （26日深夜） 4月28日 1:55 - （27日深夜） 5月1日 1:44 - （4月30日深夜） | 第1話 第2話 第3話 第4話 第5話 第6話 第7話 第8話 |

#### Season 2（ネット局）
| 放送対象地域   | 放送局                | 系列    | 放送期間                     | 放送日時 | 備考                                            |
| -------------- | --------------------- | ------- | ---------------------------- | --- | ----------------------------------------------- |
| 近畿広域圏     | 毎日放送（MBS）       | TBS系列 | 2016年1月18日 - 3月7日       | 月曜 0:50 - 1:20（日曜深夜） | 制作局                                          |
| 関東広域圏     | TBSテレビ（TBS）      | TBS系列 | 2016年1月20日 - 3月9日       | 水曜 1:11 - 1:41（火曜深夜） |                                                 |
| 静岡県         | 静岡放送（SBS）       | TBS系列 | 2016年1月22日 - 3月11日      | 金曜 0:41 - 1:11（木曜深夜） |                                                 |
| 岡山県・香川県 | 山陽放送（RSK）       | TBS系列 | 2016年1月26日 - 3月15日      | 火曜 2:13 - 2:43（月曜深夜） |                                                 |
| 岩手県         | IBC岩手放送（IBC）    | TBS系列 | 2016年1月28日 - 3月17日      | 木曜 0:26 - 0:56（水曜深夜） |                                                 |
| 宮城県         | 東北放送（TBC）       | TBS系列 | 2016年2月3日 - 3月23日       | 水曜 1:13 - 1:43（火曜深夜） |                                                 |
| 鳥取県・島根県 | 山陰放送（BSS）       | TBS系列 | 2016年2月6日 - 3月26日       | 土曜 2:00 - 2:30（金曜深夜） |                                                 |
| 山形県         | テレビユー山形（TUY） | TBS系列 | 2016年2月11日 - 3月31日      | 木曜 1:48 - 2:18（水曜深夜） |                                                 |
| 長崎県         | 長崎放送（NBC）       | TBS系列 | 2016年2月12日 - 4月22日      | 金曜 1:13 - 1:43（木曜深夜） |                                                 |
| 愛媛県         | あいテレビ（ITV）     | TBS系列 | 2016年3月4日 - 4月29日       | 金曜 0:50 - 1:24（木曜深夜） |                                                 |
| 大分県         | 大分放送（OBS）       | TBS系列 | 2016年3月7日 - 5月2日        | 月曜 0:50 - 1:20（日曜深夜） |                                                 |
| 山口県         | テレビ山口（tys）     | TBS系列 | 2016年4月15日 - 6月3日       | 金曜 1:15 - 1:45（木曜深夜） |                                                 |
| 熊本県         | 熊本放送（RKK）       | TBS系列 | 2017年3月8日 - 4月26日       | 水曜 0:55 - 1:25（火曜深夜） |                                                 |
| 石川県         | 北陸放送（MRO）       | TBS系列 | 2017年12月7日 - 2018年2月8日 | 木曜 1:30 - 2:00（水曜深夜） |                                                 |
| 沖縄県         | 琉球放送（RBC）       | TBS系列 | 2018年5月2日 - 5月11日       | 5月2日 1:59 - （1日深夜） 5月3日 2:04 - （2日深夜） 5月4日 1:59 - （3日深夜） 5月5日 1:55 - （4日深夜） 5月8日 1:44 - （7日深夜） 5月9日 1:59 - （8日深夜） 5月10日 2:04 - （9日深夜） 5月11日 1:59 - （10日深夜） | 第1話 第2話 第3話 第4話 第5話 第6話 第7話 第8話 |